# 테리 우건
테리 우건(영어: Terry Wogan, 1938년 8월 3일 ~ 2016년 1월 31일)은 아일랜드 및 영국의 방송인이다. 주로 BBC에서 활동하면서 수년간 《유로비전 송 콘테스트》의 사회를 보았으며, 1993년부터 2009년까지는 라디오 프로그램 《웨이크 업 투 우건》을 진행했다.
우건은 2005년 영국과 아일랜드 복수 시민권을 획득했으며, 2007년에는 버킹엄셔주의 부지사(Deputy Lieutenant)로 임명되어 공직에 복무하기도 했다.

## 사망
2016년 1월 31일, 버킹엄셔주의 자택에서 암으로 사망하였다. 향년 77세. 우건의 사망에 대해 영국의 총리 데이비드 캐머런은 "영국의 엄청난 탤런트를 잃었다."라고 하였다. 아일랜드의 대통령 미할 다니엘 오 히긴은 우건을 애도하고 우건의 고향에 방문하기도 했다.

## 서훈
- 1997년 명예 대영 제국 훈장 4등급(OBE)
- 2005년 명예 대영 제국 훈장 2등급(KBE)

테리 우건이 2005년에 받은 훈장은 부장(副章)과 경(Sir)의 호칭이 동반되는 등급인 2등급 훈장이었다. 그러나 테리 우건이 서훈대상자로 발표된 당시는 2004년 12월으로, 그때까지 우건은 아일랜드의 시민권만 갖고 있었다. 이에 따라 이 훈장은 정식 훈장이 아니라 명예 훈장이었고, 경의 호칭을 받지 않았다. 아일랜드는 영국의 군주를 국가 원수로 하지 않는 나라이며, 따라서 영국의 군주에게 기사로서 전통적인 서약을 할 필요가 없기 때문이었다. 테리 우건은 명예 훈장을 받은 직후 영국 시민권을 취득했으며, 이에 따라 2005년 10월 11일자로 경의 호칭을 쓸 수 있게 됐다.